# Carl von Bausnern
Carl von Bausnern, magyaros névalakban Bausznern Károly (Nagyszeben, 1797 – ?) számtiszt, író
Nyugalmazott császári és királyi számtiszt, Simon Bausnern városi tanácsos fia, Bartholomäus Bausner püspök egyenes ági leszármazottja volt. (A család 1718-ban kapott nemességet III. Károlytól.) 1834-ben Friedrich von Huttennel megalapították a nagyszebeni Musikvereint, amelyhez több tisztviselő és a városban állomásozó katonatiszt csatlakozott. Nyomtatásban megjelent német nyelvű drámája: August Rose. (Der Dichter und sein Sohn.) Bürgerl. Drama in 5 Akten. Kronstadt, 1859. (C. v. B. néven)